# Andreas Felix von Oefele
Andreas Felix von Oefele, en latin Evelius, est un bibliothécaire et historien allemand, né à Munich le 17 mai 1706, mort le 17 février 1780.

## Biographie
Il visita la France, les Pays-Bas, diverses parties de l'Allemagne et fut chargé de l'éducation des princes Maximilien et Clément de Bavière. Il devint en 1746 conservateur de la bibliothèque de Munich. On lui doit le recueil intitulé : Rerum boïcarum scriptores, Augsbourg, 1763, 2 vol. in-f. 

## Source
Cet article comprend des extraits du Dictionnaire Bouillet. Il est possible de supprimer cette indication, si le texte reflète le savoir actuel sur ce thème, si les sources sont citées, s'il satisfait aux exigences linguistiques actuelles et s'il ne contient pas de propos qui vont à l'encontre des règles de neutralité de Wikipédia.